# Ernest Beaux
Ernest Beaux (sinh ngày 8 tháng 12 năm 1881 - mất ngày 9 tháng 6 năm 1961) là một nhà pha chế và tạo mùi nước hoa Pháp và Nga, một người được biết đến với việc tạo ra Chanel No.5 – được xem là dòng nước hoa nổi tiếng nhất thế giới trong lịch sử nước hoa.

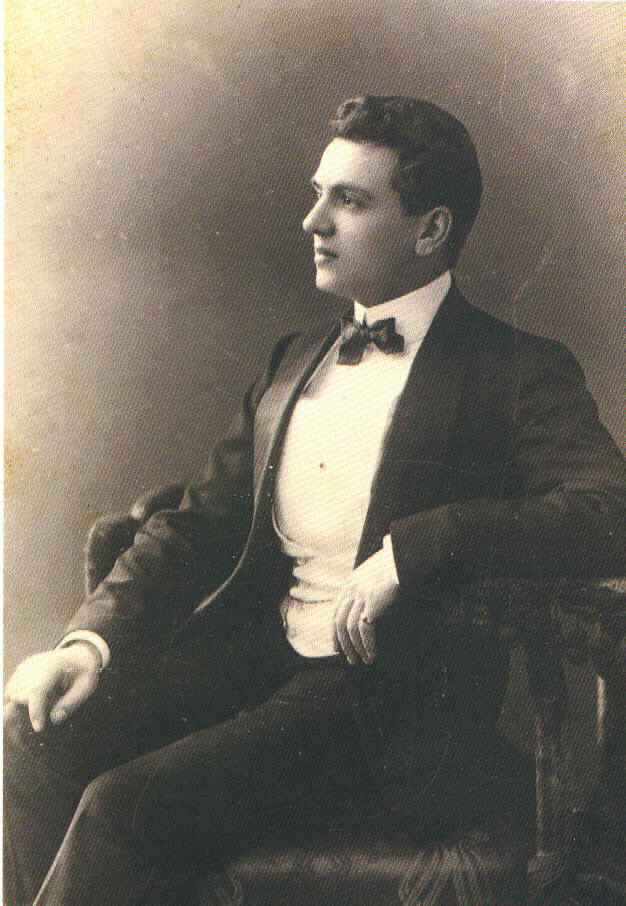
Ernest Beaux (08/12/1881- 09/06/1961)

## Tiểu sử
Ông sinh ra vào ngày 08/12/1881, trong một ngôi làng thuộc thủ đô Moscow nước Nga. Ông sống gần nhà xưởng và văn phòng của A.Rallet & Co, một hãng nổi tiếng trong lĩnh vực sản xuất nước hoa, xà bông và các loại mỹ phẩm. Và khởi đầu may mắn cho ông đó là người cha gốc Pháp của ông – Edouard Beaux, là chuyên viên về mùi và là thành viên trong ban quản lý của Rallet.
Có thể nói rằng, con đường dẫn Ernest tới với thế giới nước hoa là một điều gì đó rất hiển nhiên và suôn sẻ. Nhưng nếu như Ernest Beaux không thấy hứng thú, không đủ đam mê cũng như lòng kiên nhẫn tìm tòi và thử nghiệm để tạo ra những mẫu mùi thì khó có thể theo đuổi đến cùng và đạt được những ghi dấu kỳ tích trong lịch sử nước hoa như vậy.

## Những gián đoạn lịch sử
Sau khi hoàn thành chương trình học hệ nhị (thời gian tương đương chương trình học cao đẳng của Việt Nam hiện nay) vào năm 1898, Ernest Beaux vào làm việc cho hãng Rallet trong vai trò chuyên viên phòng thí nghiệm với khâu xà phòng hóa. Hai năm sau đó, ông phải tạm dừng lại công việc để đi nghĩa vụ quân sự ở Pháp.
Và sau này, cuộc đời ông còn có rất nhiều lần bị gián đoạn nữa do thời thế và ông cũng như rất nhiều người cùng thời đã phải dừng lại công việc để gia nhập quân ngũ vì chiến tranh.
Đặc biệt là vào năm 1914, Chiến tranh Thế giới I bùng nổ, Beaux đã trở lại và phụng sự trong quân ngũ. Lịch sử vẫn còn ghi nhắc lại sự khốn cùng, cơ cực của nhân dân Nga, những người lính chiến, sau khi nước Nga thất bại nặng nề trước quân Đức trên mặt trận. Đến năm 1917, nền kinh tế Nga không chịu nổi sức nặng chiến tranh phải rút ra khỏi khối đồng minh.
Cuộc đời của Beaux (1881-1861) cũng như những người cùng thời ông, chắc chắn là đã phải chịu nhiều ảnh hưởng của cuộc chiến. Tuy nhiên trước, trong hay sau chiến tranh, dù phải hy sinh nghiệp riêng để chiến đấu phụng sự Tổ Quốc, ông vẫn giữ sự đam mê về nước hoa và chuyên tâm kiên định con đường điều chế nước hoa của mình sau khi xuất ngũ.

## Những hương hoa của thời đại
Năm 1907, Beaux đã tạo ra loại nước hoa đầu tiên của riêng ông, nhưng để tạo được tiền đề cho tên tuổi ông thì phải nhắc đến mùi hương của nhãn hiệu Bouquet de Napoleon (Tạm dịch: Bó hoa của Napoleon, chữ bouquet ở đây có thể được viết gọn từ "bouquet de fleurs" - những bó hoa), một mẫu mùi được ông hồi tưởng từ những dịp kỷ niệm trận Borodino, trận chiến lịch sử mà sự thất bại của đội quân Napoleon trước sự hùng cường của quân đội Nga đã đưa nước Nga cận đại lên một vị thế mới trên võ đài quốc tế. (Trận chiến này không chỉ đem lại cảm hứng chế tác chất mùi cho Beaux mà còn đi vào tác phẩm nổi tiếng "Chiến tranh và hòa bình" của đại văn hào Lev Tolstoy.)
Và tới năm 1913, Beaux được biết tới với thành tựu tạo ra mùi hương Bouquet de Catherine. Khi chế nên chất mùi này, ông muốn đem lại một mùi hương tưởng nhớ 300 năm vương triều Romanov (vương triều thứ hai và cũng là vương triều cuối cùng trong lịch sử nước Nga).
Ngoài hai mẫu mùi nổi tiếng kể trên, thì vào khoảng thời gian này, ông còn tạo ra một số chất mùi khác chưa định dòng nước hoa, đến nay vẫn còn được dùng đến như Red Moscow.
Ernest Beaux thực sự là một chuyên gia pha chế tạo mùi tài năng. Có điều dường như là ổng quá hoài cổ khi dùng tới những mùi hương để hồi tưởng tới quá khứ. Và sau này, một người bạn của ông, nhà tạo mẫu và cũng là một ý tưởng gia A.Lemercier, đã gợi ý Beaux nên suy nghĩ về việc tạo những dòng nước hoa có phong cách sao cho phù hợp với phương hướng phát triển của môi trường và xã hội.

## Huyền thoại No.5

Chanel Nº 5

Nhờ lắng nghe lời khuyên của Lemercier, Beaux đã mày mò tìm ra được những dòng hương mới. Trong suốt những năm 1919, 1920, tin chắc vào dòng sản phẩm Bouquet de Catherine (hương thơm Catherine), Beaux đã phát triển thêm một số dòng nước hoa nữa và đó cũng là khởi đầu cho Chanel No.5 và Chanel No.22.
Nhưng thành công vượt trội để Ernest Beaux trở thành nhân vật huyền thoại trong lịch sử của lĩnh vực tạo hương thì không thể không nhắc đến nữ hoàng thời trang Coco Chanel. "Tôi muốn dành cho phụ nữ một loại nước hoa nhân tạo". Nhà thiết kế thời trang nổi tiếng Coco Chanel đã mong ước như thế, một thứ nước hoa là sự kết hợp hài hòa của nhiều thứ phản ánh tính cách của bà, "một thứ gì đó trừu tượng nhưng độc đáo sẽ làm cho phụ nữ có được vẻ quyến rũ, huyền bí, không cần phô trương mà vẫn hấp dẫn và gợi cảm*.
Để biết ước mong này thành hiện thực, Coco Chanel đã tìm đến ông phù thủy của hương thơm Ernest Beaux và đó là cơ duyên cho sự ra đời dòng nước hoa huyền thoại Chanel No.5 như bây giờ. Có nhiều giai thoại kể về cái tên No.5. Như số 5 là số may mắn của Chanel. Và trong phòng thí nghiệm, các chuyên gia thường đánh số cho các mẫu mùi, và mẫu mùi được Chanel chọn, đáp ứng cái mong ước trên kia của bà chính là lọ được đánh số No.5.
Ngoài No.5 là mùi hương nổi tiếng nhất ra, thì dưới bàn tay pha chế tạo mùi của Ernest Beaux cũng đã có rất nhiều dòng hương khác cũng nổi tiếng, như một số dòng nước hoa Pháp Bouquet de Napoleon, Bouquet de Catherine, Bois des Îles, Nº 22, và dòng nước hoa Nga Red Moscow,...